# Wilhelm von Rath
Wilhelm von Rath (Anhalt, 1585 – Wieskau, 1641. április 27.) német kutató és tiszt. A Rath nemesi családból származik, evangélikus neveltetésben részesült, majd a Lipcsei Egyetemen tanult. A harmincéves háborúban vesztette életét.